# Xuan Dajun
Xuan Dajun (chinesisch 禤達軍 / 禤达军, Pinyin Xuān Dájūn; * 2. Januar 1998) ist ein chinesischer Sprinter, der sich auf den 100-Meter-Lauf spezialisiert hat.

## Sportliche Laufbahn
Erste internationale Erfahrungen sammelte Xuan Dajun 2019 bei der Sommer-Universiade in Neapel, bei der er über 100 Meter bis in das Halbfinale gelangte und dort mit 10,46 s ausschied. Zudem gewann er mit der chinesischen 4-mal-100-Meter-Staffel in 39,01 s die Silbermedaille hinter dem japanischen Team.

## Persönliche Bestzeiten
- 100 Meter: 10,29 s (+0,1 m/s), 2. August 2019 in Shenyang
  - 60 Meter (Halle): 6,60 s, 27. Februar 2019 in Xi’an